# Medaile za východní frontu

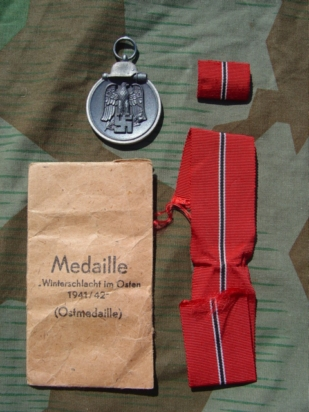
Medaile Za zimní tažení na východě s balíčkem, sponou a stuhou

Medaile Za zimní tažení na východě (německy Winterschlacht Im Osten), více známá jako Ostmedaille, byla zavedena 26. května roku 1942 k označení služby na východní frontě druhé světové války během období od 15. listopadu 1941 do 15. dubna 1942. Medaile byla udělována bojujícím nebo civilistům, kteří vydrželi útrapy kruté ruské zimy z let 1941–1942. Proto se jí mezi německými vojáky také říkalo Řád mraženého masa (v originále Gefrierfleischmedaille).

## Podmínky pro udělení
- Sloužit 14 dní v aktivním boji v určité oblasti mezi 15. listopadem 1941 až 15. dubnem 1942
- Sloužit 60 dní v určité oblasti mezi 15. listopadem 1941 až 15. dubnem 1942, pro civilisty
- Zabití v akci (posmrtné vyznamenání)
- Zranění způsobená omrzlinami (nebo všechna zranění související s klimatem), za těžší zranění byl udílen Odznak za zranění.

Autorem medaile byl aktivně sloužící voják Waffen-SS, SS-Unterscharführer Ernst Krause. Medaile byla držena s velkou úctou od všech odvětví Wehrmachtu. Medaile měla 36 mm v průměru a většinou byla pozinkovaná s barvou dělového bronzu. Na jedné straně byla orlice svírající svastiku a na druhé byl text „Winterschlacht Im Osten 1941/42“ doplňující zkřížený meč s vavřínovou větví pod textem. Přilba a vnější prstenec byly vypracovány se stříbrným lesklým efektem. Stuha doplňující medaili byla v červené barvě s bílou a černou (symbolizující krev, sníh a smrt). Medaile a stuha byly obvykle předávány v papírovém sáčku. Přes 3 milióny byly vyrobeny více než 26 potvrzenými firmami než byly na příkaz OKW vyřazeny dne 4. září 1944.
Medaile nebyla nošena na bojové blůze stejně jako například železný kříž I. třídy na levé náprsní kapse, ale buď jako zkrácená spona nad levou náprsní kapsou, nebo jako samotná stuha prostrčená druhou knoflíkovou dírkou od shora stejně jako železný kříž II. třídy.